# Intermittierende Vakuumtherapie
Die intermittierende Vakuumtherapie (IVT) ist ein Verfahren, welches bei bestimmten venösen und arteriellen Fragestellungen sowie in der Rehabilitation (nach Sport- und Gefäßleiden) durchgeführt werden kann. Durch den Einsatz von Druck und Unterdruck soll es ermöglicht werden, den venösen Rückfluss zu steuern, den Lymphfluss anzuregen sowie die Durchblutung in der Peripherie und Muskulatur zu verbessern.

## Technologie
Die Geräte zur Anwendung der IVT bestehen aus einem zylindrischen Raum, in dem der Unterkörper des liegenden Patienten bis zum Rippenansatz eingeschlossen und beaufschlagt wird. Die Beine werden vollständig von der Röhre umschlossen. Im Bereich der Taille wird der Innenraum mit Hilfe einer Linse abgedichtet. Im Raum werden durch eine Vakuumpumpe intermittierend, abwechselnd Unter- und Normaldruck (−20 bis −70 mbar) erzeugt. Die Geräte gelten als Medizinprodukte (EG-Richtlinie 93/42/EWG Klasse IIa. CE 0123).

## Wirkungsweise
Durch die Erzeugung von Unterdruck wird die Blutzirkulation in den unteren Extremitäten und im Abdomen angeregt, d. h., die arterielle Perfusion wird stimuliert. „Diese Blutbewegung führt zur Senkung des Blutdrucks in der Zentralvene, des Herzschlagvolumens, des Herzauswurfes und letztlich zu einer Senkung des arteriellen Blutdruckes, dem die Kompensationsmechanismen entgegenwirken müssen“. Als Reaktion auf diese Veränderungen steigert sich der Puls und der peripherische Gefäßwiderstand. Zusätzlich werden Scherkräfte wirksam und die sympathische Antwort auf das Herz aktiviert. Das Blutvolumen passt sich an die Druckänderungen im Unterkörper an. Durch die sich verändernden Bedingungen – Normal- und Unterdruck – wird der Fluss des oxigenierten Blutes in Beinen und unteren Extremitäten angeregt und erhöht. In der Normaldruckphase wird der Rückfluss des venösen Blutes und der Lymphe in die großen Gefäße gefördert. So hat die intermittierende Vakuumbehandlung eine "stark physiologische Wirkung" auf den „Abtransport lymphpflichtiger Lasten“, d. h. es findet eine Lymphdrainage statt. Die damit verbundene pH-Steigerung führt häufig zu einer Stärkung des Bindegewebes, welches von der Steigerung der Kollagensynthese beeinflusst wird, und zu schnellerem Fettabbau.
Die Behandlungsmethode wurde auf Basis des LBNPD-Verfahrens der NASA (lower body negative pressure device, Gerät für den Unterdruck im Unterkörper) entwickelt. 1999 begann die Entwicklung der intermittierenden Variante des LBNPD als Neurolab-Forschungsprojekt am Institut für Weltraummedizin des Deutschen Zentrums für Luft- und Raumfahrt (DLR).

## Behandlung
Die durchschnittliche Behandlungsdauer beträgt je nach Indikation 4 bis > 10 Anwendungen (je 30–45 Minuten). Es werden zahlreiche Indikationen für die intermittierende Vakuumtherapie aufgeführt, in vielen Fällen besteht aber noch Forschungsbedarf, da die Ergebnisse nicht immer eindeutig sind. So werden beispielsweise genannt: Bindegewebsschwäche, Übersäuerung, Cellulite und Besenreisern, Verletzungen (beispielsweise Blutergüsse und Sportverletzungen), Gefäßerkrankungen, Ödeme und Ulcera. Weitere Indikationen, die seit Anfang 2013 in den Niederlanden bereits mit Hilfe der IVT behandelt werden, sind u. a. das RSI-Syndrom (repetitive strain injury syndrome), CTS (carpal tunnel syndrome), CRPS (komplexes regionales Schmerzsyndrom), Epicondylitis und das Raynaud-Syndrom.

## Kontraindikatoren
Negative Wirkungen konnten bis jetzt nicht festgestellt werden, jedoch sollte bei akuten Erkrankungen wie Phlebothrombose (tiefe Beinvenenthrombose), Thrombophlebitis (Venenentzündung), Infektionen oder Schwangerschaft
das Verfahren nicht angewendet werden.